# Leuctra crossi
Leuctra crossi är en bäcksländeart som beskrevs av James 1976. Leuctra crossi ingår i släktet Leuctra och familjen smalbäcksländor. Inga underarter finns listade i Catalogue of Life.